# Simon Quarterman
 (janvier 2020).
Si vous disposez d'ouvrages ou d'articles de référence ou si vous connaissez des sites web de qualité traitant du thème abordé ici, merci de compléter l'article en donnant les références utiles à sa vérifiabilité et en les liant à la section « Notes et références ».
Simon Quarterman, né le 14 novembre 1977 à Norwich, Angleterre est un acteur et producteur anglais.
Il est connu pour ses rôles dans Devil Inside (2012) et notamment Westworld (2016).

## Biographie
Simon Quarterman est né le 14 novembre 1977 à Norwich, Angleterre.

## Filmographie

### Cinéma

#### Longs métrages
- 2008 : Le Roi Scorpion 2 : Guerrier de légende (The Scorpion King 2 : Rise of a Warrior) de Russell Mulcahy : Ari
- 2012 : Devil Inside (The Devil Inside) de William Brent Bell : Père Ben Rawlings
- 2013 : Wer de William Brent Bell : Gavin Flemyng
- 2015 : Estranged d'Adam Levins : Callum
- 2017 : Négatif (Negative) de Joshua Caldwell : Hollis
- 2021 : Separation de William Brent Bell : Alan Ross
- 2021 : Violet de Justine Bateman : Martin

#### Courts métrages
- 2007 : Inside de Dan Morgan : Beck
- 2014 : The Glamour of it All de Joseph Lyle Taylor : Simon

### Télévision

#### Séries télévisées
- 1996 / 2006 : Holby City : Joe Peters / Zack Nash
- 2000 : Down to Earth : Duncan
- 2001 : Inspecteur Barnaby (Midsomer Murders) : Christian Aubrey jeune
- 2001 : Les Mystères de Sherlock Holmes (Murder Rooms : The Dark Beginnings of Sherlock Holmes) : Baynes
- 2001 : Victoria et Albert (Victoria & Albert) : Prince Albert Edward jeune
- 2001 : Perfect Strangers : Le serveur
- 2001 : Swallow : Un membre du staff
- 2007 : EastEnders : Jenkins
- 2007 : The Whistleblowers : Le concierge
- 2015 : Stitchers : Dr Sebastian Zuber
- 2016 - 2020 : Westworld : Lee Sizemore

#### Téléfilm
- 2000 : Lorna Doone de Mike Barker : Un soldat

### Jeu vidéo
- 2021 : Call of Duty : Vanguard : Richard Webb (voix)